# Schloss Krasiczyn
Das Schloss Krasiczyn (polnisch: Zamek w Krasiczynie) befindet sich im gleichnamigen Dorf im Powiat Przemyski der Woiwodschaft Karpatenvorland.
Die befestigte Schlossanlage war Sitz der Familie des Kastellans von Przemyśl, Stanisław Krasicki, seit dem 17. Jahrhundert des Woiwoden von Lublin Jan Tarło, seit den 30er Jahren des 19. Jahrhunderts des österreichischen Staatsmanns und Vorsitzenden des Galizischen Landtags Fürst Leon Sapieha. Nach dem Zweiten Weltkrieg wurde sie verstaatlicht und darin eine Forstberufsschule eingerichtet. In den siebziger Jahren wurde die Burg von den Warschauer Automobilwerken als Erholungsheim übernommen. 1996 wurde sie Eigentum der Agentur für Industrieförderung, die Renovierungsarbeiten durchführte. Seit 2013 versuchen die Nachkommen der fürstlichen Familie Sapieha, die Burg auf rechtlichem Wege zurückzugewinnen.

## Architektur
Die archäologischen Ausgrabungen im Schlosshof bewiesen, dass es auf dem Gelände schon im Altertum vier Bauernhütten gab. Es wurden auch zehn Gräber aus dem frühen Mittelalter gefunden.
Da Krasiczyn am südlichen Rand Polen-Litauens lag, war es ständig durch Überfälle von Türken und Tataren bedroht. Deshalb wählte der italienische Architekt Galeazzo Appiani die Form eines geschlossenen Rechtecks mit einem prächtigen Arkadenhof und vier runden Basteien an den Außenecken des Gebäudes.
Im Laufe der Jahrhunderte wurde das Schloss mehrfach aus- und umgebaut, doch behielt es die rechteckige Grundform.
Die Wohnräume entstanden längs der nördlichen und der östlichen Außenwand. Die Haupteinfahrt führte unter einem schlanken Turm in der Mitte des westlichen Flügels durch. Die Außenwände wurden durch dekorative Attiken gekrönt.
Die vier runden Basteien hatten unterschiedliche Formen. Die „Göttliche“ war mit einer Kuppel versehen und enthielt die Burgkapelle. Die „Päpstliche“ war mit einer Attika versehen, die über einem dekorativen Fries Kopien der päpstlichen Tiara von Clemens VIII. trug. In dieser Bastei waren Gästezimmer für kirchliche Würdenträger vorgesehen. Die „Königliche“ mit einem spitzen Kegeldach und sechs ebenso überdachten Türmchen beherbergte die Königszimmer. Die „Adlige“ trug eine typisch polnische Attika mit vielen Pinakeln.
Die Außenwände waren mit Sgraffiti geschmückt, die teilweise wiederhergestellt wurden.
Die Burg wurde am 26. Juni 1968 unter A-321 in das Verzeichnis der Baudenkmäler der Woiwodschaft Karpatenvorland eingetragen.

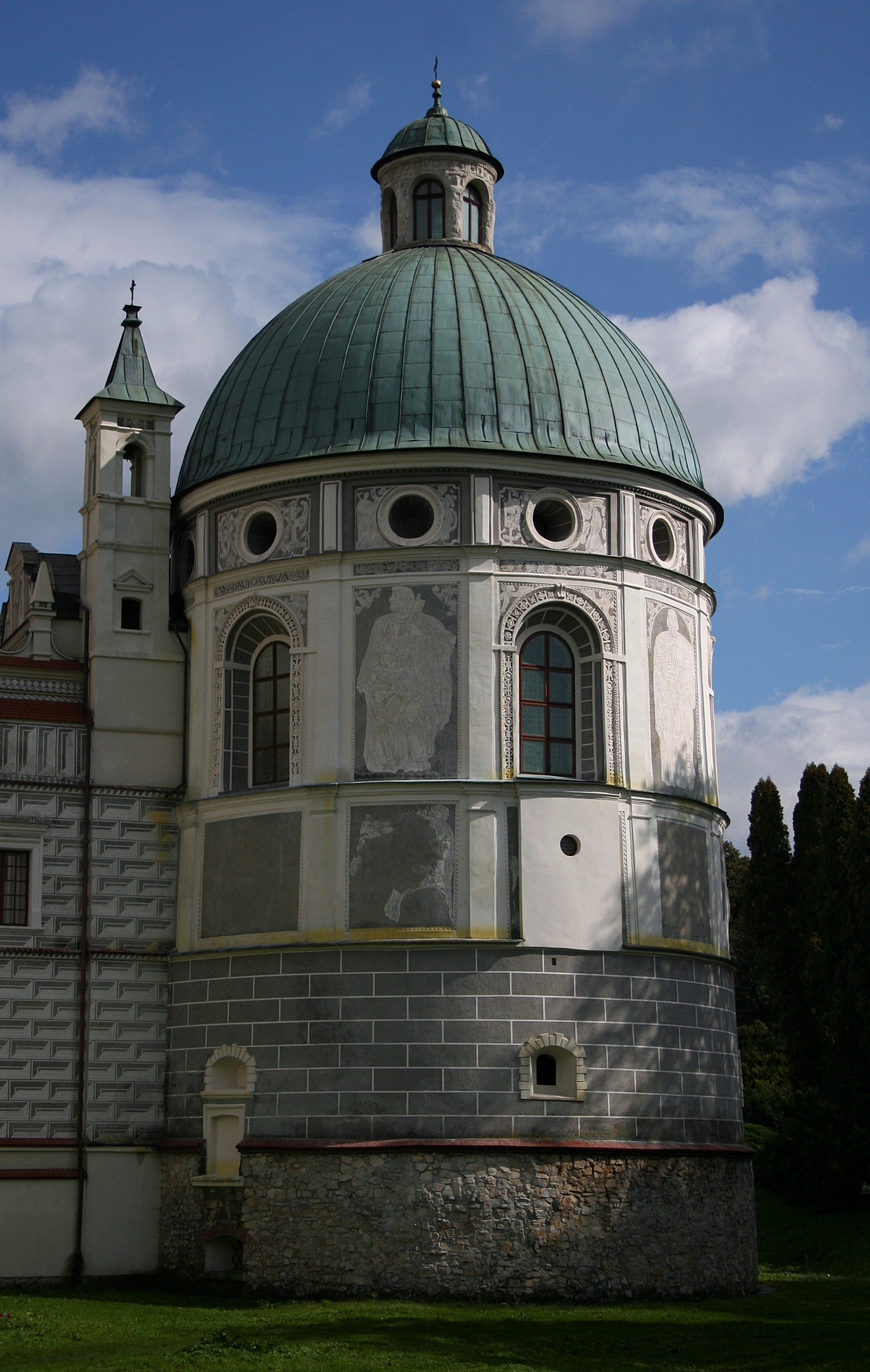
Göttliche Bastei
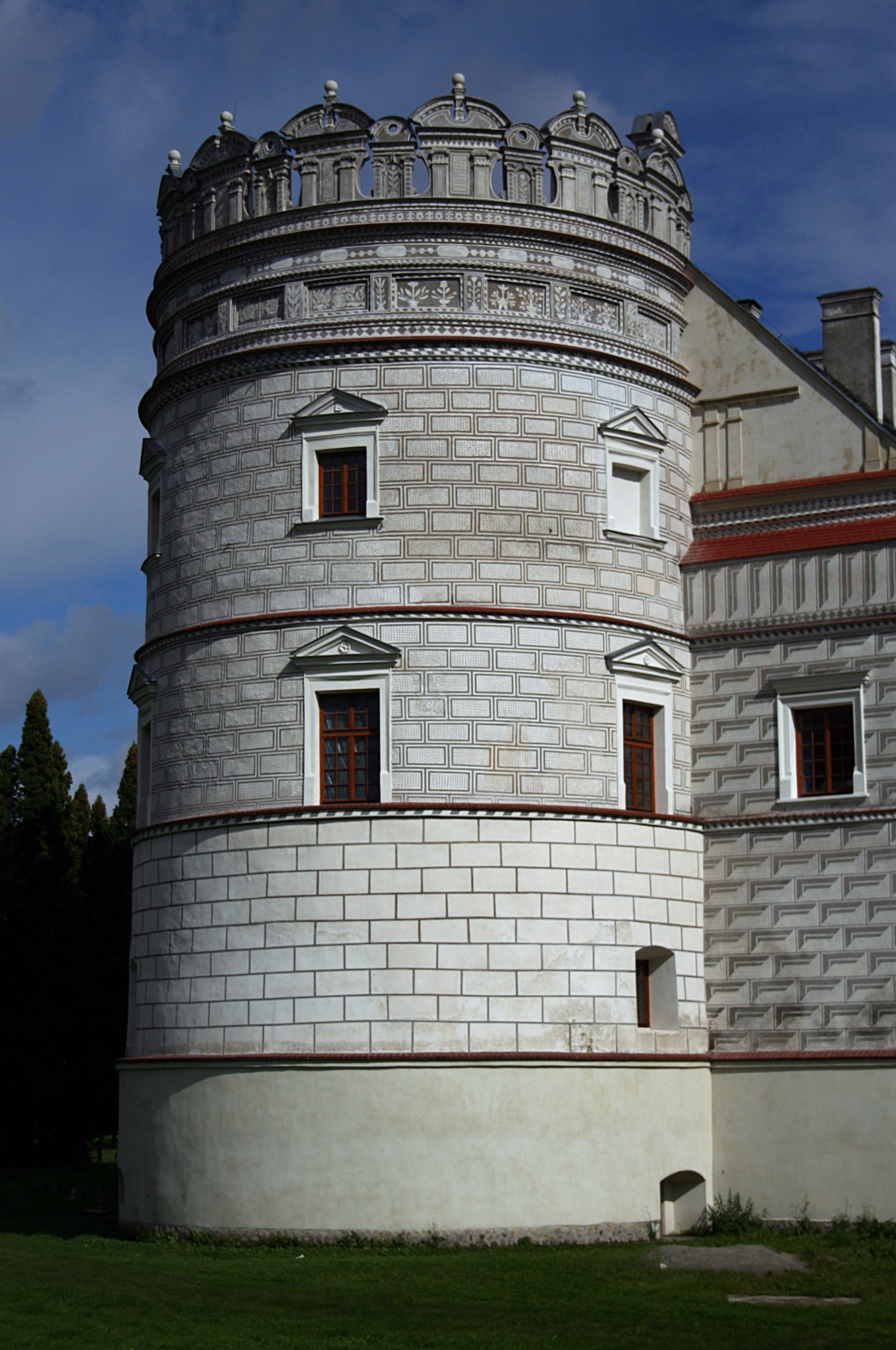
Päpstliche Bastei
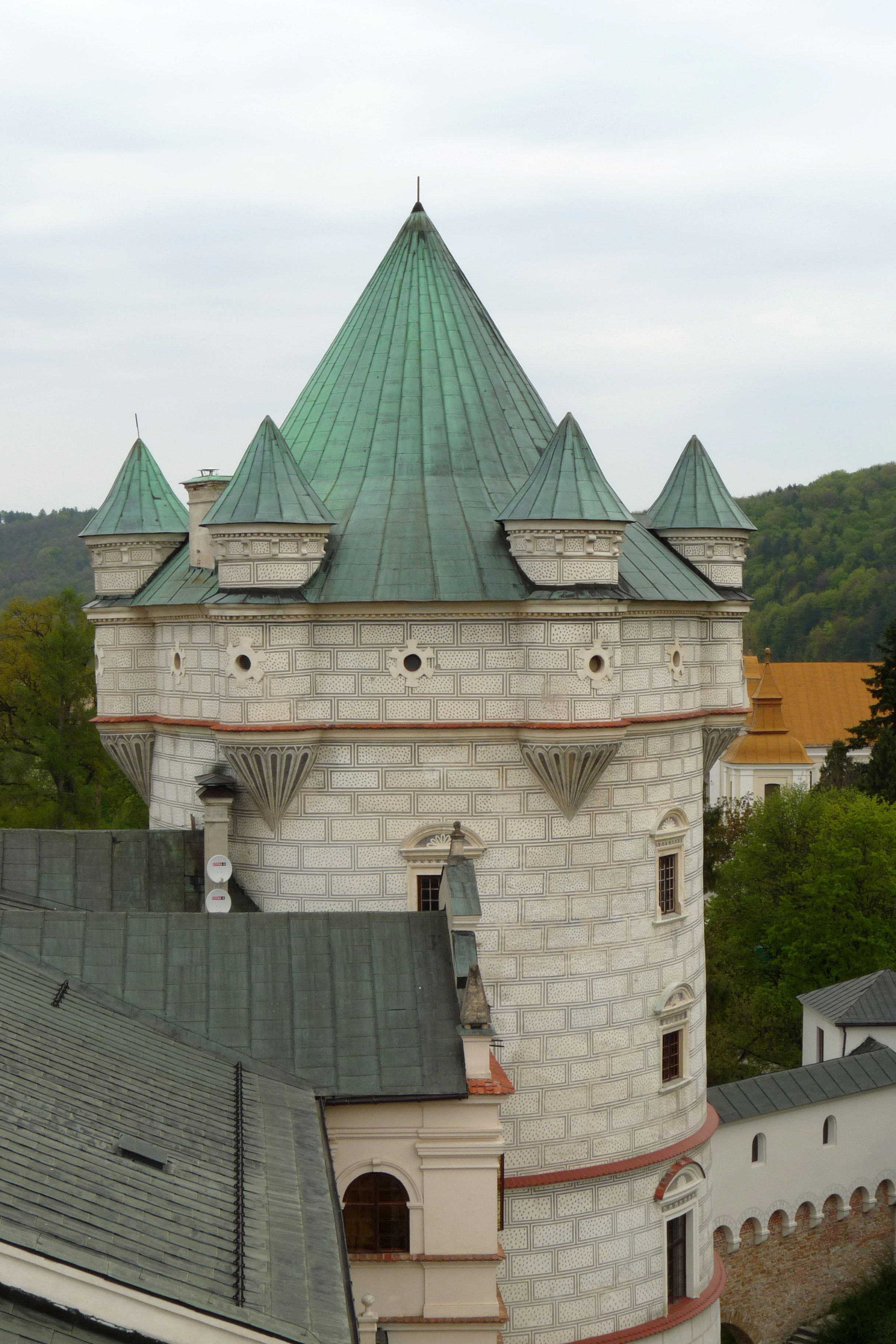
Königliche Bastei
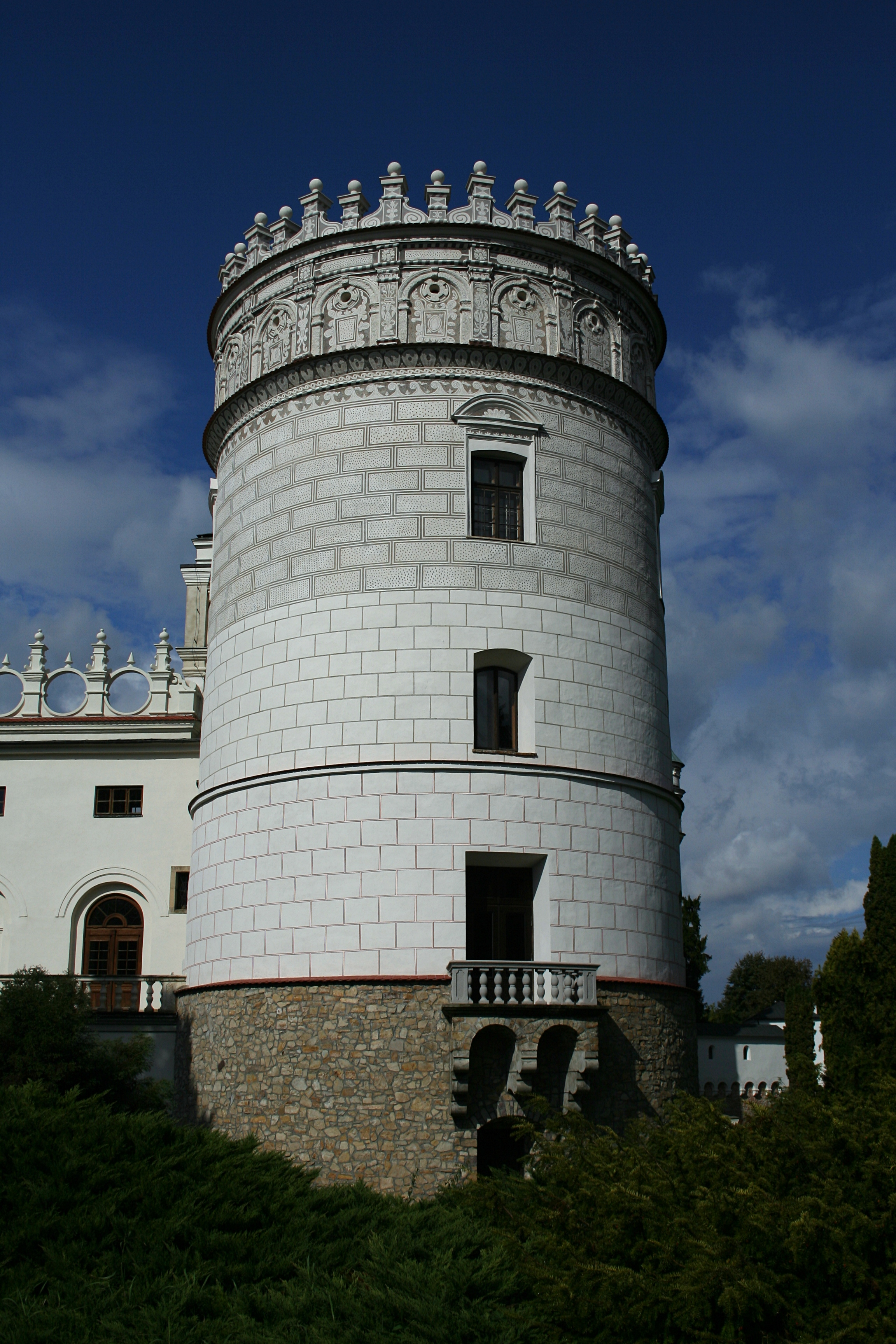
Adlige Bastei
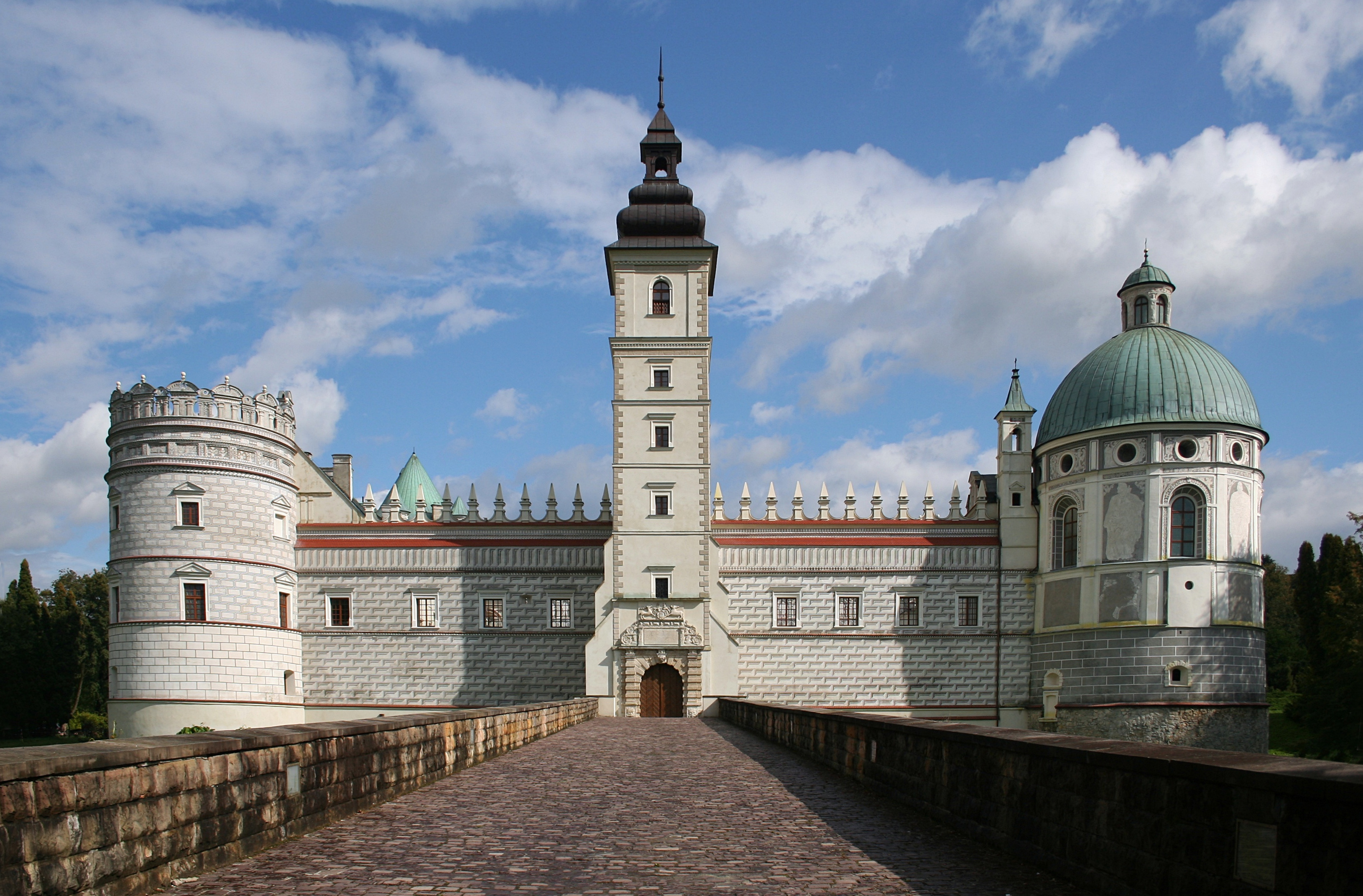
Einfahrt
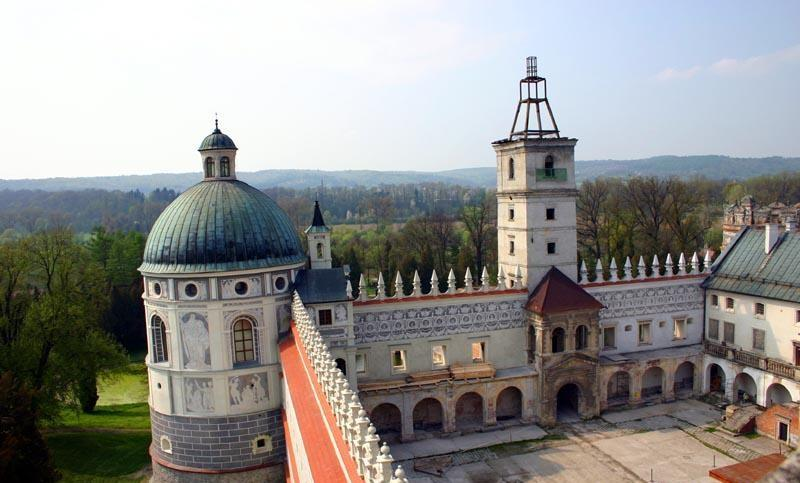
Burghof
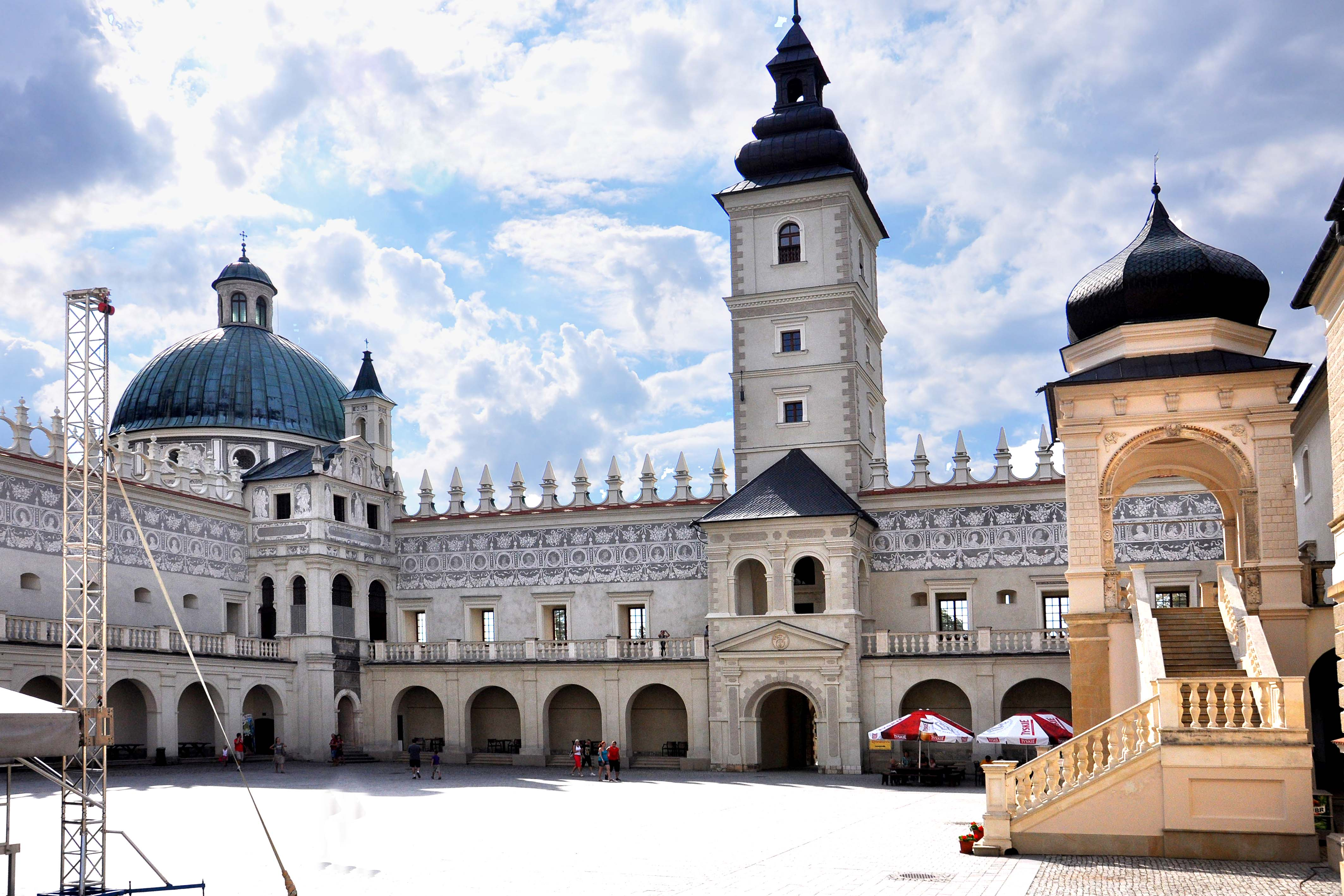
Burghof
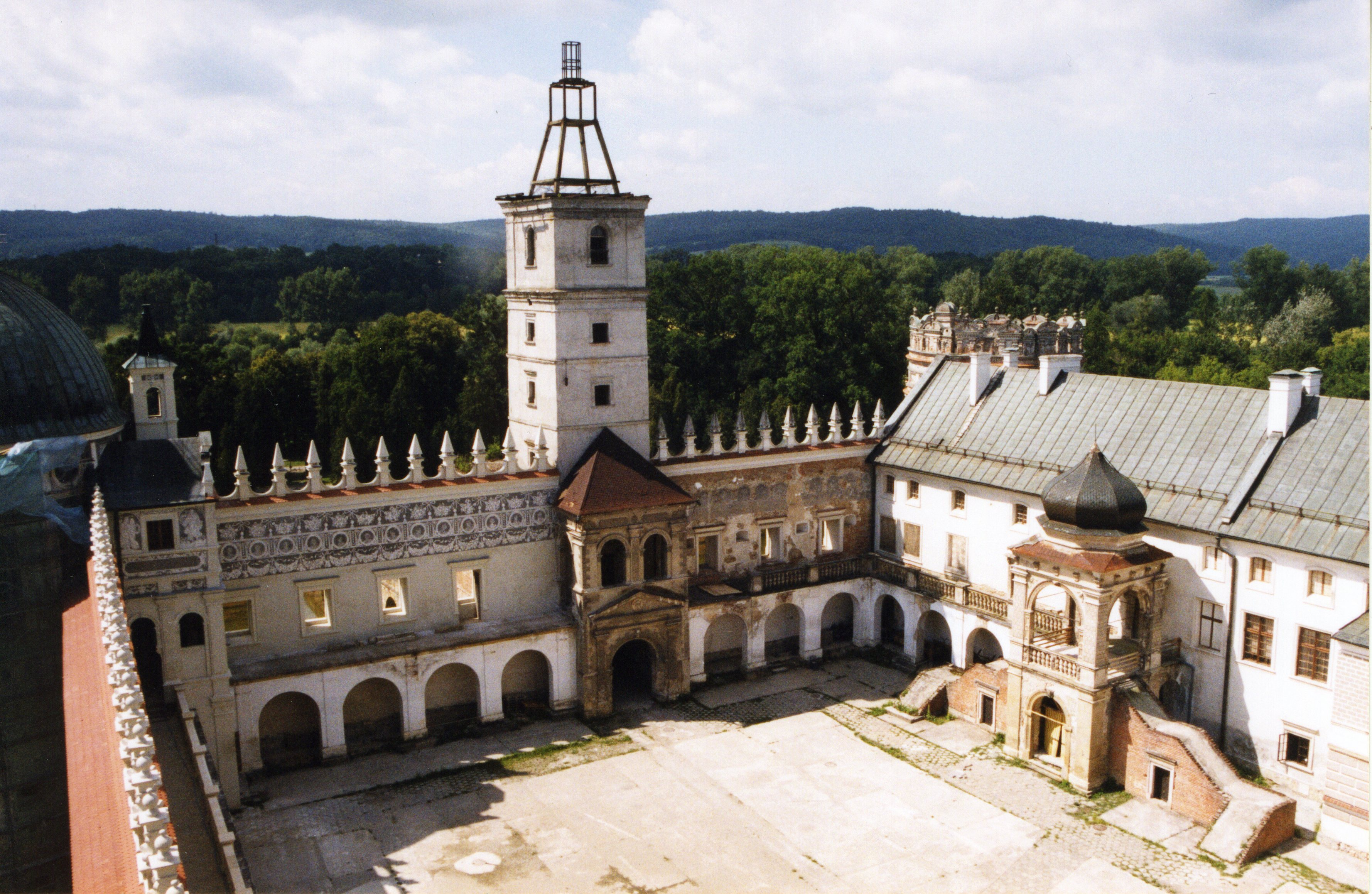
Burghof
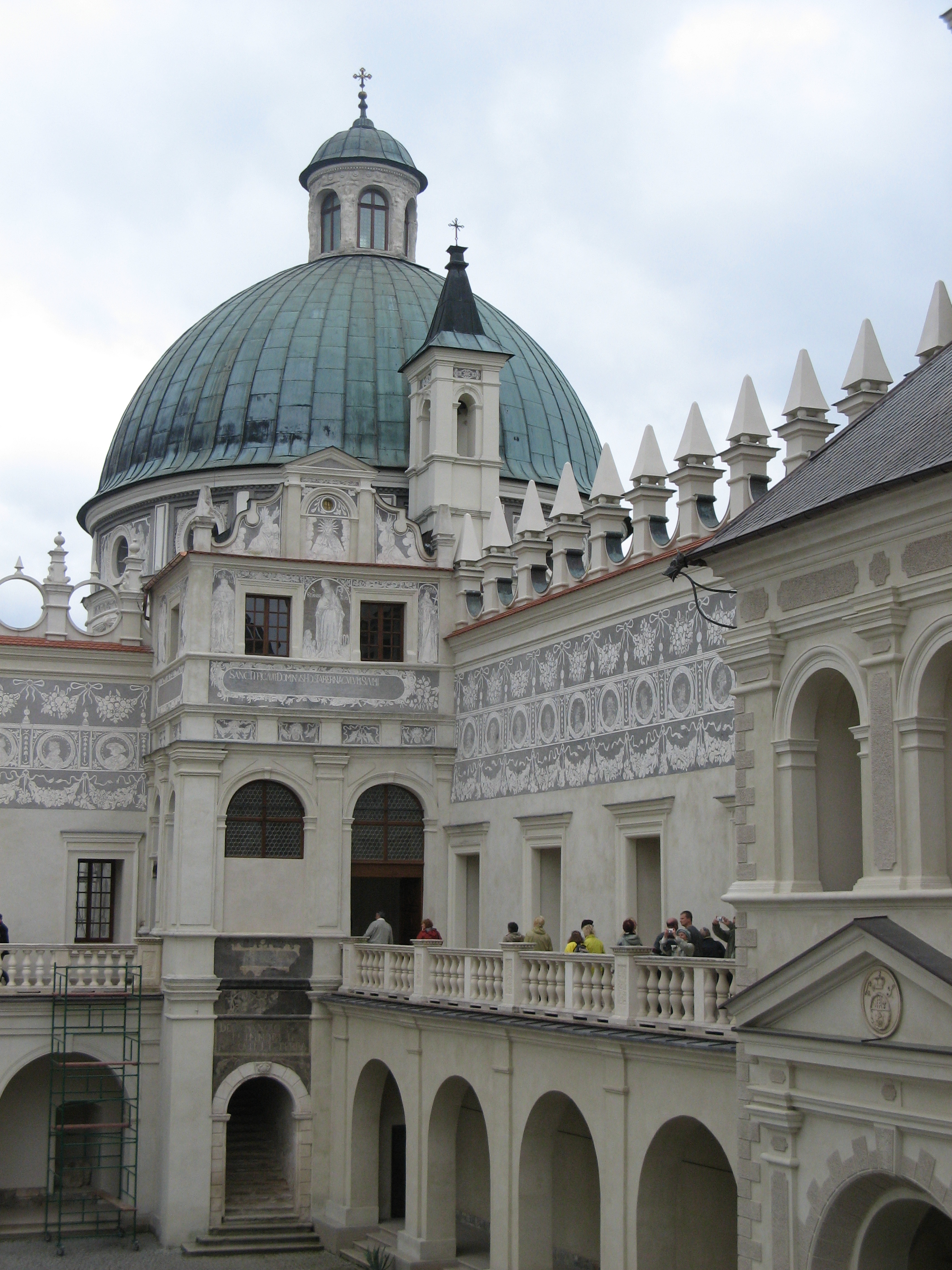
Burgkapelle
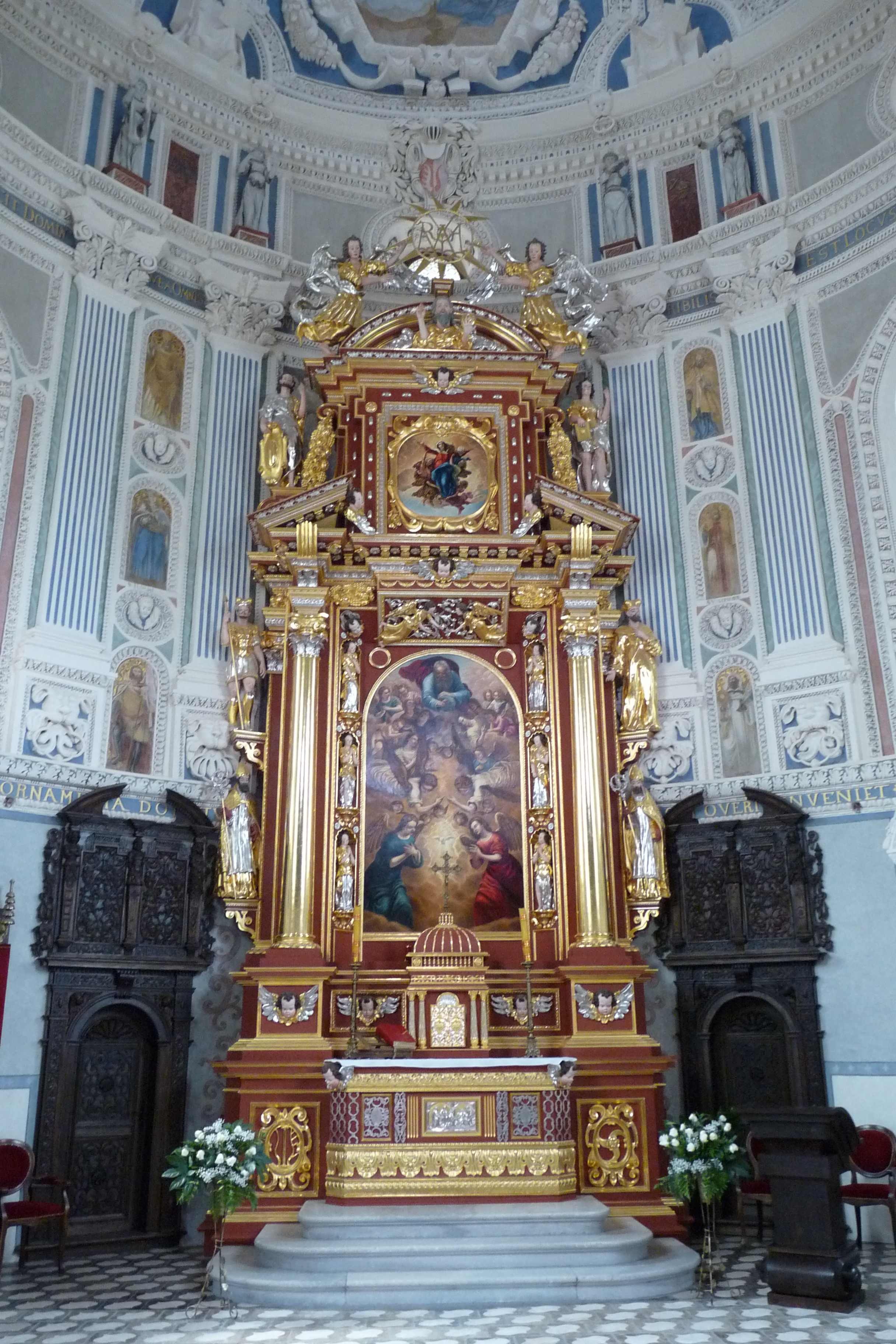
Burgkapelle